# René Boudet (homme politique, 1874-1965)
Pour les articles homonymes, voir René Boudet et Boudet.
René Boudet, né le 10 septembre 1874 à Moulins (Allier), et mort le 22 août 1965 dans sa ville natale, est un homme politique français.

## Biographie
Membre de la SFIO, conseiller général de l'Allier, il est élu député socialiste de ce même département en 1924 et sera réélu sans discontinuer jusqu'à la chute de la Troisième République.
Il cumule, à partir de 1925, ces deux mandats avec celui de maire de Moulins. À la mairie de cette ville, il s'illustre notamment par ses réalisations dans le domaine de la santé.
Le 10 juillet 1940, il vote en faveur de la remise des pleins pouvoirs au Maréchal Pétain.
Il ne retrouve pas de mandat parlementaire après la Seconde Guerre mondiale.

## Sources
- Jean Jolly (dir.), Dictionnaire des parlementaires français, Presses universitaires de France